# میرآباد (بجستان)
میرآباد روستایی در دهستان بجستان بخش مرکزی شهرستان بجستان استان خراسان رضوی ایران است.

## جمعیت
بر پایه سرشماری عمومی نفوس و مسکن در سال ۱۳۹۵ این روستا بدون جمعیت بوده‌است.